# Carlo Mor von Weber
Carlo Mor von Weber (geb. 8. Juni 1898 als Charlotte Elisabeth Mohr in München; gest. 20. November 1984 in Ebenhausen) war eine deutsche Autorin, Grafikerin, Fotografin und Journalistin.

## Leben und Werk
Sie wurde als Tochter des jüdischen Kaufmanns Leopold Mohr (1865–1941) und seiner Frau Luise Klara Anna Mohr (geb. Wagner, 1875–1959) in München geboren.
Sie verfasste mindestens zwischen 1923 und 1979 Märchen, Gedichte, Essays und Romane, die anfangs vorwiegend im Hyperion-Verlag ihres Schwiegervaters Hans von Weber erschienen. Darüber hinaus war sie als Übersetzerin, Journalistin und Fotografin tätig. Sie trat auf Literaturabenden mit eigenen und fremden Werken auf und arbeitete für den Bayerischen Rundfunk. Ihr Leben und ihre Werke sind schwer zu erfassen, da sie unter einer Vielzahl von Pseudonymen publizierte und ihr Nachlass im Münchner Literaturarchiv Monacensia noch weitgehend unausgewertet ist.
Die Deutsche Nationalbibliothek erfasst als ihre Pseudonyme: Weber, Charlotte von (Wirklicher Name), Weber, Charlotte (Wirklicher Name), Mor, Charlo (Pseudonym), Mor, Charlot (Pseudonym), Mor, Charlotte (Pseudonym), El Em (Pseudonym), Zhiliosta (Pseudonym), Mohr, Lotte Herbert (Pseudonym), Hogard, Walter (Pseudonym), Stern, Yallmar (Pseudonym).
Im Zuge eines Wiedergutmachungsverfahrens nach dem Ende der Zeit des Nationalsozialismus wurde ihr ein Schreibverbot ab 1933 bescheinigt. Nach dem Krieg wurde sie als Journalistin und Fotografin tätig. Erst 1979 ist wieder eine Buchveröffentlichung Rasthaus Herr Berge (Europäischer Verlag, Wien) nachweisbar. Eine Vielzahl an Manuskripten blieb unveröffentlicht.

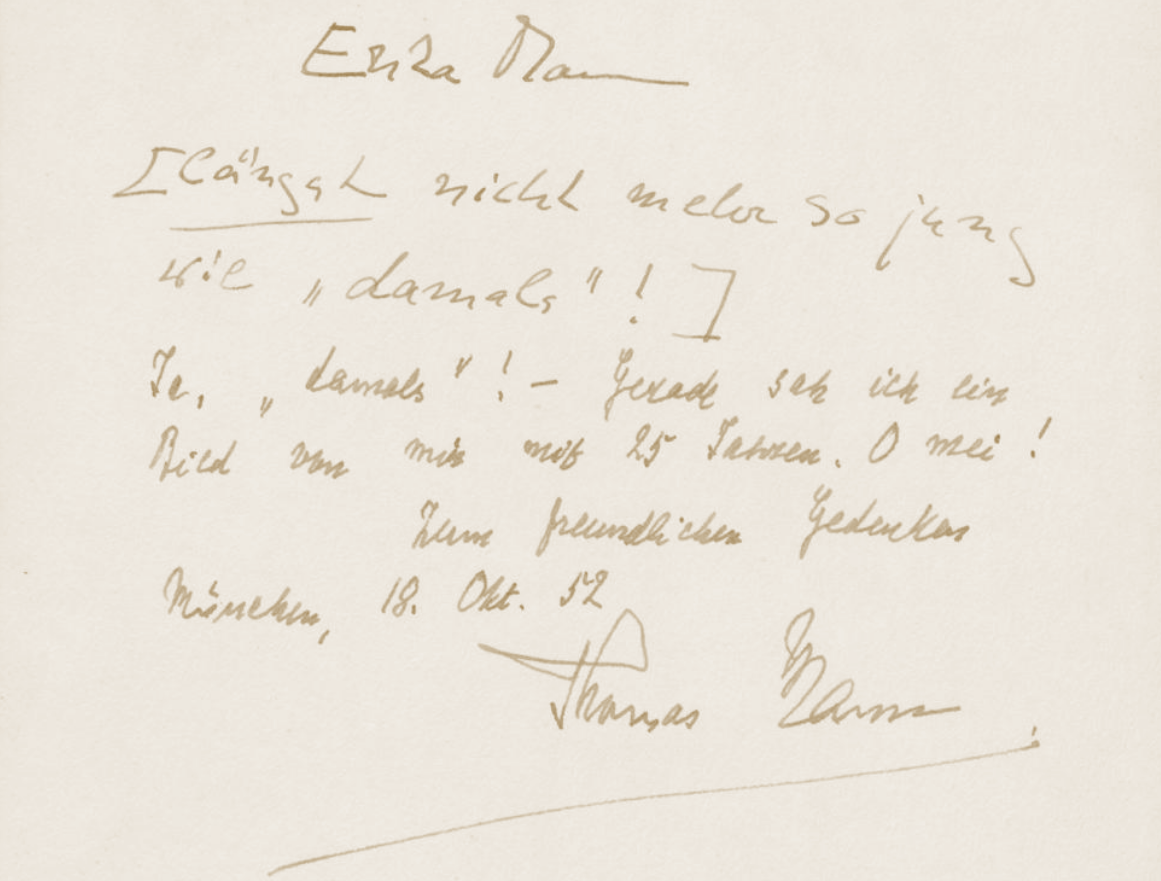
Thomas und Erika Mann: Eintrag im Gästebuch von Carlo Mor von Weber, 18. Oktober 1952

Sie war mit Wolfgang von Weber, einem Sohn des Münchener Verlegers Hans von Weber, verheiratet. Sie lebte in München-Solln und wurde dort auf dem Waldfriedhof Solln beerdigt.
Carlo Mor von Weber nahm am literarischen und gesellschaftlichen Leben in München teil. Sie führte einen lebhaften Briefwechsel und stand in Verbindung mit Konstantin Prinz von Bayern und seiner Frau Maria Adelgunde Prinzessin von Hohenzollern-Sigmaringen, Hans Ludwig Held, Carl Amery, Thomas und Erika Mann, Rudolf Schmitt-Sulzthal, Walter Kolbenhoff oder Karl Scharnagl. Ihr Nachlass umfasst 132 Manuskripte und rund 2100 Briefe sowie Dokumente in 27 Kassetten.